# Ilex polyneura
Ilex polyneura är en järneksväxtart som först beskrevs av Hand.-mazz., och fick sitt nu gällande namn av Shiu Ying Hu. Ilex polyneura ingår i släktet järnekar, och familjen järneksväxter. Inga underarter finns listade i Catalogue of Life.